# Посёлок Льнозавода (Вологодская область)
Посёлок Льнозавода, Льнозавод — посёлок в Грязовецком районе Вологодской области.
Входит в состав Ростиловского муниципального образования, с точки зрения административно-территориального деления — в Ростиловский сельсовет.
Своё название населенный пункт получил в честь предприятия по обработке льна.
Расстояние по автодороге до районного центра Грязовца — 3,5 км, до центра муниципального образования Ростилово — 3,4 км. Ближайшие населённые пункты — Корнильевская Слобода, Талица, Корнильево, Свистуново, Крестовка, Дворец.
По переписи 2002 года население — 370 человек (164 мужчины, 206 женщин). Преобладающая национальность — русские (98 %).